# M13/40
Der Panzer M13/40 (auch Carro Armato M13/40) von Ansaldo war der Standardkampfpanzer des italienischen Heeres im Zweiten Weltkrieg. Weiterentwicklungen waren der M14/41 und der M15/42 sowie der schwerere P26/40.

## Kurzbeschreibung
Der ab 1940 ausgelieferte M13/40 war zusammen mit dem leicht verbesserten M14/41 der einzige in nennenswerten Zahlen von Italien im Zweiten Weltkrieg produzierte Kampfpanzer. Insgesamt wurden etwa 1500 Stück beider Typen gefertigt. Der M13/40 erreichte mit einem Motor von 125 PS bei einer Reichweite von 200 km eine Höchstgeschwindigkeit von 31 km/h. Die maximale Panzerung des Turms wie der Bugfront betrug 40 mm, das Gesamtgewicht knapp 14 Tonnen. Die Bewaffnung bestand aus einer 47-mm-L/32-Kanone und drei Breda-MG des Kalibers 8 mm. Vier Mann bildeten die Besatzung.
Im Bereich der Bewaffnung waren der Vorgänger M11/39 mit seiner (kaum schwenkbaren) 37-mm-Bordkanone und besonders auch der M13/40 mit der 47-mm-Bordkanone zunächst noch auf der Höhe der Zeit. Im Sommer 1940 war kein alliierter Kampfpanzer mit einer Bordkanone eines Kalibers von über 47 mm ausgerüstet (die französischen Char-B1-Panzer entfielen nach dem Frankreich-Feldzug; vgl. auch deutscher Panzerkampfwagen III). Der M13/40 war jedoch von Anfang an unzureichend gepanzert und motorisiert. Diesem Missstand versuchte man mit den Versionen M14/41 und M15/42 abzuhelfen, die vor allem im Bereich des Motors eine Verbesserung brachten, jedoch zu spät ausgeliefert wurden. Im Einsatz versuchte man manchmal, die schwache Panzerung durch das Anbringen von Sandsäcken zu verbessern.

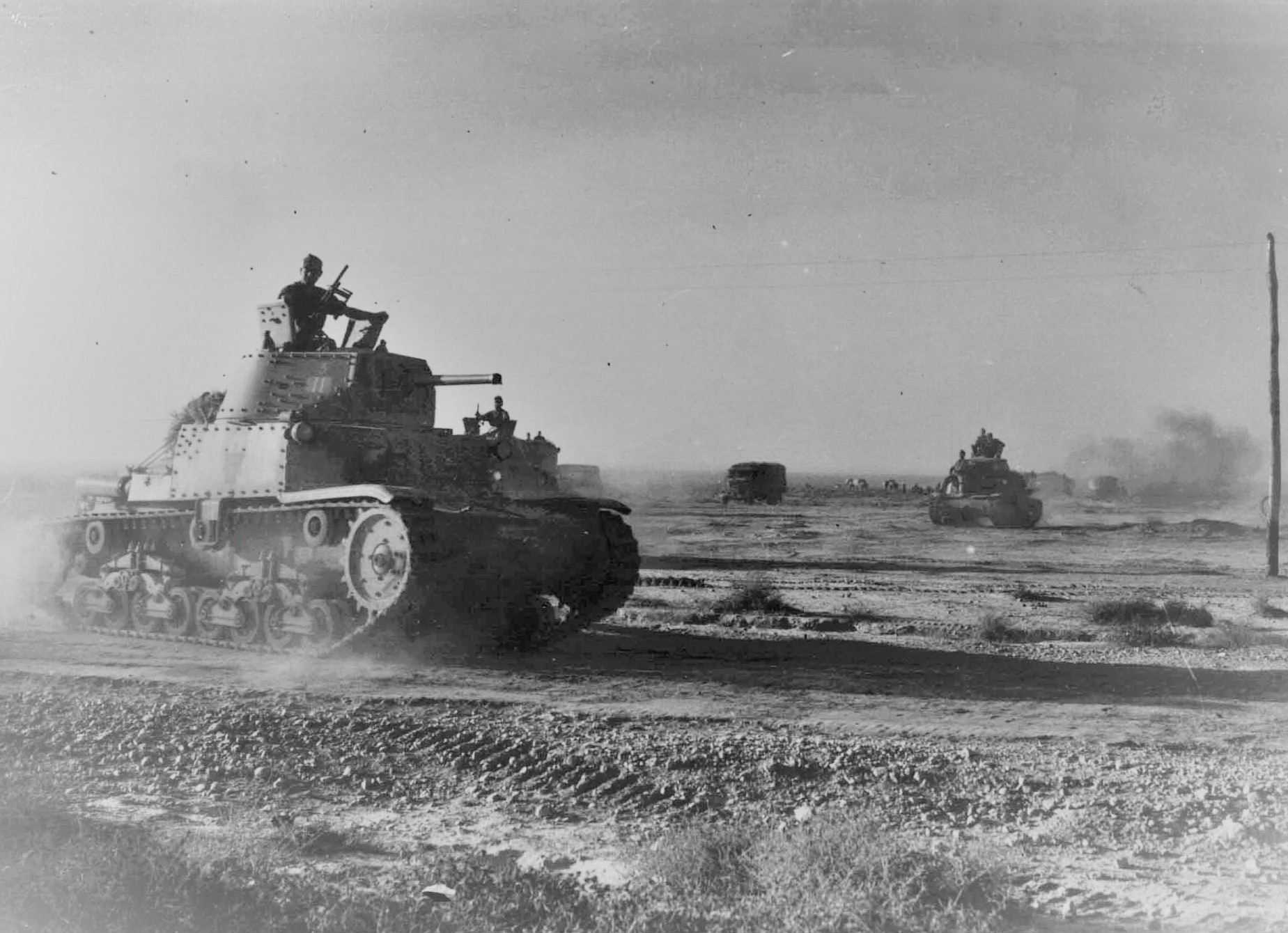
M13/40 der 132. Panzerdivision „Ariete“ 1942 in Nordafrika

Den von den Alliierten ab 1942 eingesetzten Panzern der Typen M3 Lee/Grant und M4 Sherman hatte der M13/40 und auch seine verbesserten Varianten nichts mehr entgegenzusetzen. Dennoch kämpften die italienischen Panzerdivisionen „132. Ariete“ und  „133. Littorio“ bei El Alamein, sowie die 131. Panzerdivision „Centauro“ in Tunesien mit diesen Panzern bis zuletzt. Zur Unterstützung des M13 verwendete man nunmehr das als Kampfpanzer recht wirksam eingesetzte Sturmgeschütz Semovente 75/18 mit 75-mm-Kanone auf M13-Chassis.
Nach dem italienischen Waffenstillstand wurden die Fahrzeuge noch spärlich unter deutscher Regie weitergebaut, 1944 galten sie jedoch als veraltet (im Grunde waren sie das schon bei der Einführung) und wurden in der Produktion durch den M15/42 ersetzt. Im September 1943 wurden außerdem einige Fahrzeuge von der Wehrmacht erbeutet. Diese Fahrzeuge wurden in zwei SS-Sturmgeschütz-Abteilungen und der „Panzerabteilung Adria“ zur Partisanenbekämpfung eingesetzt.  Dabei erhielten die Fahrzeuge in der Loseblattsammlung Kennblätter fremden Geräts unterschiedliche Bezeichnungen. 
- Panzerkampfwagen M/13-40 (i)
- Panzerkampfwagen M/14-41 (i)
- Panzerbefehlswagen M 41 (i) war die Funkpanzerversion ohne Turm.

## Nomenklatur
Die Bezeichnungen der italienischen Panzer richteten sich nach ihrem Gewicht und nach dem Jahr ihrer ersten Produktion oder Auslieferung. Die Buchstaben L, M und P stehen für leggero (leicht), medio (mittel) und pesante (schwer). Die Zahlen nach dem Buchstaben geben das Gewicht in Tonnen und dann das Jahr des Entwicklungsbeginns, der ersten Produktion oder Auslieferung an.

## Siehe auch

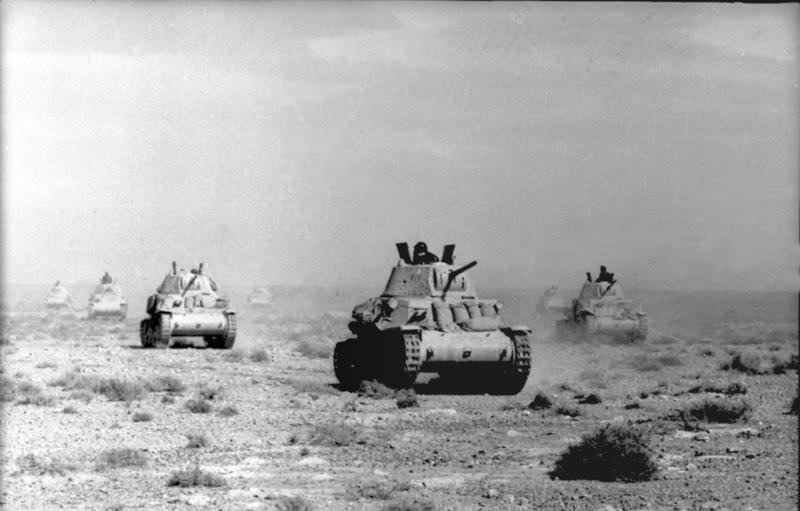
Italienische Panzer M13/40 in Nordafrika 1941